# Klaas Bruinsma
Klaas Bruinsma   (Easterein, 1 de febrer de 1931 - Drachten, 29 d'octubre de 2018) fou un traductor frisó (varietat occidental) de diverses obres històriques a partir del neerlandès, del castellà i del grec, entre altres llengües.
Traduí les obres Karel ende Elegast i Beatrijs. El 1993 li fou atorgat el Premi Obe Postma per les seues traduccions del grec de les tragèdies de Sòfocles. El 2005 va obtenir aquest premi per segona vegada gràcies a la seua traducció de les Geòrgiques de Virgili i també per les seues traduccions de l'Ilíada i de l'Odissea d'Homer. El 2007 rebé el premi Zilveren Anjer (Clavell d'argent) per la seua producció.
Fins a la seua jubilació, el 1986, Bruinsma va exercir com a professor a d'anglès i d'història a l'Ichthus College a Drachten.